# 白石警察署 (北海道)
白石警察署（しろいしけいさつしょ）は、北海道警察本部が管轄する札幌方面の警察署の一つである。

## 沿革
- 1954年（昭和29年）8月31日：北海道警察組織条例施行規則（昭和29年北海道公安委員会規則第7号）施行により、北海道札幌方面札幌市中央警察署の管轄区域を分割・北海道札幌方面豊平町警察署を統合し、北海道札幌方面札幌東警察署発足。
- 1969年（昭和44年）11月：札幌南警察署（現在の南警察署）新設に伴い、豊平町の一部を移管。
- 1976年（昭和51年）12月1日：北海道札幌方面白石警察署に改称。
- 1978年（昭和53年）12月：豊平警察署新設に伴い、豊平区と広島町（現在の北広島市）を移管。
- 2001年（平成13年）4月：厚別警察署新設に伴い、厚別区を移管。

## 組織
- 署長（警視）
- 副署長（警視）
  - 警務課（警務係、犯罪被害者支援係、相談係）
  - 会計課（会計係）
  - 留置管理課（管理係）
- 刑事・生活安全官（警視）
  - 刑事第一課（強行犯係、鑑識係）
  - 刑事第二課（知能犯係、組織犯罪対策係、薬物銃器対策係）
  - 刑事第三課（指導係、盗犯係）
  - 生活安全課（生活安全係、少年係、生活経済・保安係、許可係）
- 地域官（警視）
  - 地域課（企画係、指令係、実務指導係、地域係、自動車警ら係）
- 交通官（警視）
  - 交通第一課（企画・規制係、指導係）
  - 交通第二課（捜査係）
- 警備課（公安係、外事係、警備係）

## 交番
括弧内は所在地を表す。
- 東橋交番（札幌市白石区菊水上町1条3丁目52）
- 菊水交番（札幌市白石区菊水3条1丁目4-2）
- 菊水元町交番（札幌市白石区菊水元町8条2丁目17-1）
- 北郷交番（札幌市白石区北郷3条5丁目3-16）
- 白石中央交番（札幌市白石区本通2丁目北1-16）
- 南郷交番（札幌市白石区南郷通6丁目南2-15）
- 東札幌交番（札幌市白石区東札幌4条3丁目6-21）
- 東白石交番（札幌市白石区本通16丁目南4-19）
- 北都交番（札幌市白石区北郷4条13丁目3-12）

## アクセス
- 札幌市営地下鉄東西線菊水駅・東札幌駅から徒歩約7分

## 備考
- 2011年3月、各課を統合し課長に警視を配置し、その下に警部の統括官を置く。
- 2012年より各課の統括官を課長代理に改称した。
- 2013年より各課の上に警視職の刑事官、生活安全官、地域交通官を置き警部の課長を配置した。